# موزه هنر سانتوری
موزه هنر سانتوری (به ژاپنی: サントリー 美術館, Santorī Bijutsukan)، یک موزه هنری واقع در توکیو میدتاون، روپونگی، توکیو است.